# Besættelseszoner i Tyskland efter 2. verdenskrig
Besættelseszonerne i Tyskland efter 2. verdenskrig blev oprettet som følge af Nazi-Tysklands nederlag og betingelsesløse kapitulation, der afsluttede 2. verdenskrig. De allierede (Storbritannien, Frankrig, USA og Sovjetunionen) opdelte Tyskland i fire besættelseszoner. Det meste af området øst for Oder-Neisse-linjen (en del af Schlesien, Bagpommern og den sydlige del af Østpreussen) tilfaldt Polen, mens resten (den nordlige del af Østpreussen med Königsberg) tilfaldt Sovjetunionen. Alle områder, som Tyskland inden krigen havde annekteret fra sine nabolande, først og fremmest Østrig og Tjekkoslovakiet, blev tilbageført til disse.
Hovedstaden Berlin blev som noget særligt delt imellem de fire allierede, selv om den lå dybt inde i den sovjetiske besættelseszone. I 1948 førte den begyndende kolde krig til, at Sovjetunionen blokerede for trafik gennem den sovjetiske zone til Berlin. De øvrige allierede etablerede derfor en luftbro til Vestberlin. Det fik efter 324 dage Sovjetunionen til at ophæve blokaden.
I 1949 blev BRD dannet af de britiske, franske og amerikanske besættelseszoner, mens den sovjetiske besættelseszone senere samme år blev til DDR. Tysklands fulde suverænitet blev dog først genoprettet med 2+4-aftalen ved Tysklands genforening i 1990.
Saarland blev først en del af Vesttyskland i 1957.